# Сея, Артурас
Артурас Сея (лит. Artūras Seja; 17 марта 1996, Висагинас, Литва) — литовский байдарочник, специализируется на спринтерской дистанции 200 м в одиночном классе K-1. Вице-чемпион мира и Европы.

## Достижения
В 2018 году на турнирах для молодёжи до 23-х лет стал сначала вице-чемпионом Европы, а затем чемпионом мира.
По итогам 2018 года был признан лучшим молодым гребцом Литвы на байдарках и каноэ. По итогам 2019 года был признан лучшим гребцом Литвы на байдарках и каноэ .
В июле 2019 года вышел на 1-е место в рейтинге Международной федерации гребли на байдарках и каноэ в своей «коронной» дисциплине K-1 200.На июль 2020 года занимает в рейтинге 4-е место.